# Evania fulvospina
Evania fulvospina är en stekelart som beskrevs av Cameron 1906. Evania fulvospina ingår i släktet Evania och familjen hungersteklar. Inga underarter finns listade i Catalogue of Life.